# Bastei (vesting)

Op de illustratie een: bastei (1), bolwerk (2) en het rondeel (3)

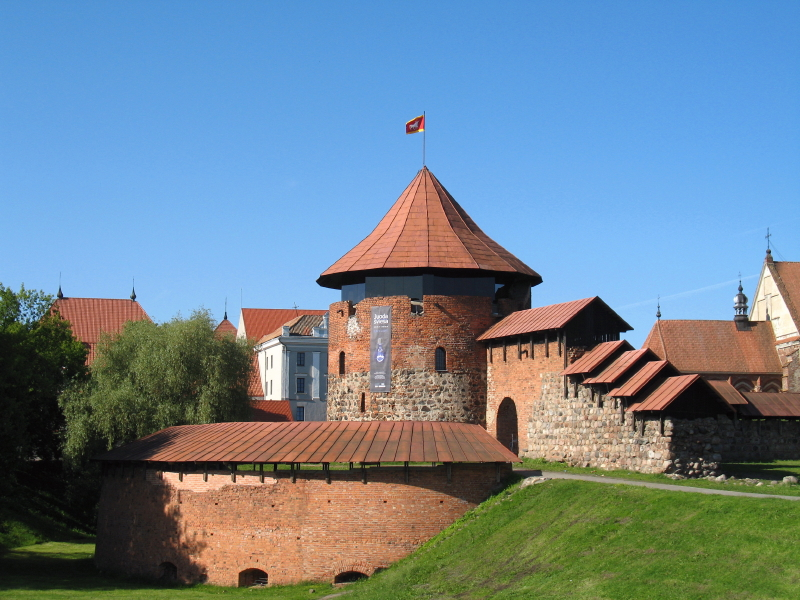
Linksonder een: bastei van het Kaunaskasteel in Kauno pilis, Litouwen

Een bastei (uit het Italiaans: bastia) is een grote, lage, halfrond hoefijzervormige toren met geschutsstellingen in een vestingmuur. De bastei is de voorloper van het bastion en is ontworpen door Albrecht Dürer. Een bastei is beduidend groter dan het rondeel.

## Albrecht Dürer
Albrecht Dürer heeft zich beziggehouden met het ontwerpen van versterkingen voor steden. Hij stelde voor om grote, halfronde, hoefijzervormige naar buiten uitspringende torens te bouwen. Inwendig werden zij voorzien van overwelfde ruimten met daarin kazematten. In deze ruimten konden het geschut en de bediening gedekt worden opgesteld. Zij worden over het algemeen beschouwd als voorlopers van het bastion. Door de enorme afmetingen van deze bouwwerken en de hoge kosten die men moest maken om een stad volgens Dürers methode te bevestigen, is zijn methode zelden op grote schaal in de praktijk gebracht. Van de Nederlandse steden wordt aangenomen dat Sittard op een versimpelde manier volgens de Dürer-methode was versterkt. Fort Sanderbout, naast de voormalige Putpoort, is een overblijfsel van een bastei.
Sinds kort is bekend geworden dat ook de voormalige Stratemakerstoren in Nijmegen een bastei is (bouwhistorisch onderzoek van H. Hundertmark, juni 2011). De Bastei is op 19 mei 2018 als museum opnieuw geopend.

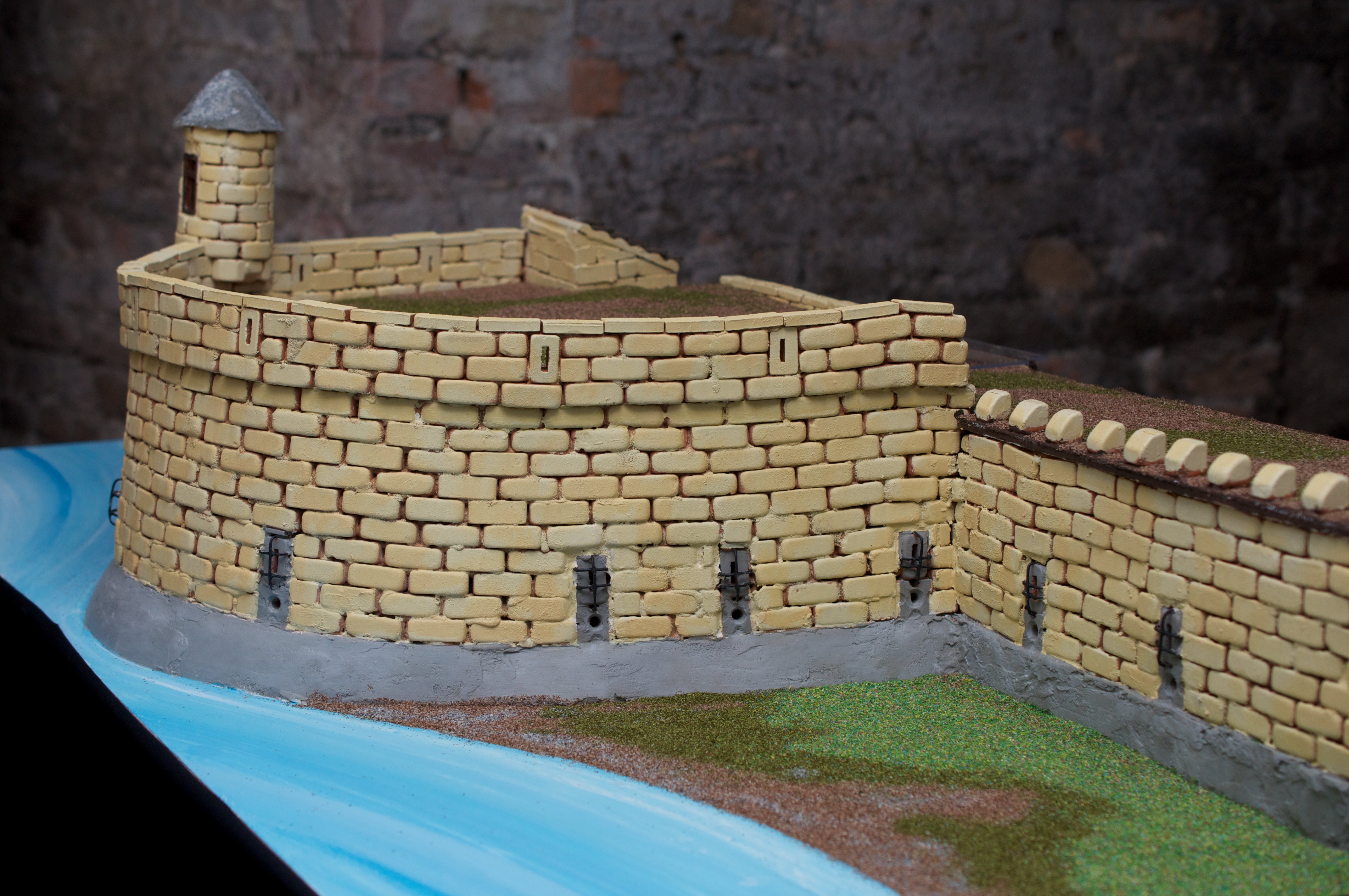
Maquette van De Stratemakerstoren in Nijmegen, gebouwd door Bert Eggelaar (foto Nico van Hoorn)